# Eleccions legislatives eslovaques de 2020
Les eleccions legislatives eslovaques de 2020 es van celebrar el 29 de febrer de 2020 per escollir els nous 150 membres del Consell Nacional. En aquestes va resultar guanyadora la llista anticorrupció liderada per Gent Comuna i Personalitats Independents (OĽaNO), superant a Direcció, que mantenia l'hegemonia des del 2006.

## Sistema electoral
Des de 2014 els 150 membres del Consell Nacional son elegits per representació proporcional en una única circumscripció nacional amb una barrera electoral del 5% per a partits únics, 7% per a coalicions de dos o tres partits i 10% per a coalicions de quatre o més partits. L'elecció va utilitzar el sistema de llista oberta, amb escons assignats mitjançant el mètode de la resta més gran amb quota Hagenbach-Bischoff. Els votants van poder emetre fins a quatre vots preferents per als candidats del partit seleccionat.

## Resultats
|                                                       |                                           |           |       |        |          |     |  |  |  |
| Partit                                                | Partit                                    | Vots      | %     | Dif.   | Escons   | +/– |  |  |  |
|                                                       | Gent Comuna i Personalitats Independents  | 721.166   | 25,02 | +13,99 | 53 / 150 | 34  |  |  |  |
|                                                       | Direcció – Socialdemocràcia               | 527.172   | 18,29 | –9,99  | 38 / 150 | 11  |  |  |  |
|                                                       | Som Família                               | 237.531   | 8,24  | +1,61  | 17 / 150 | 6   |  |  |  |
|                                                       | Partit Popular La nostra Eslovàquia       | 229.660   | 7,97  | –0,07  | 17 / 150 | 3   |  |  |  |
|                                                       | Eslovàquia Progressista–SPOLU             | 200.780   | 6,96  | Nou    | 0 / 150  | Nou |  |  |  |
|                                                       | Llibertat i Solidaritat                   | 179.246   | 6,22  | –5,88  | 13 / 150 | 8   |  |  |  |
|                                                       | Per a la gent                             | 166.325   | 5,77  | Nou    | 12 / 150 | Nou |  |  |  |
|                                                       | Moviment Democràtic Cristià               | 134.099   | 4,65  | –0,29  | 0        | =   |  |  |  |
|                                                       | Unió de la Comunitat Hongaresa            | 112.662   | 3,90  | –0,15  | 0        | =   |  |  |  |
|                                                       | Partit Nacional Eslovac                   | 91.171    | 3,16  | –5,48  | 0        | 15  |  |  |  |
|                                                       | Bona Elecció                              | 88.220    | 3,06  | Nou    | 0        | Nou |  |  |  |
|                                                       | Pàtria                                    | 84.507    | 2,93  | Nou    | 0        | Nou |  |  |  |
|                                                       | Most–Híd                                  | 59.174    | 2,05  | –4,45  | 0        | 11  |  |  |  |
|                                                       | Socialisti.sk                             | 15.925    | 0,55  | Nou    | 0        | Nou |  |  |  |
|                                                       | Ja n'hem tingut prou!                     | 9.260     | 0,32  | Nou    | 0        | Nou |  |  |  |
|                                                       | Partit Popular Eslovac                    | 8.191     | 0,28  | Nou    | 0        | Nou |  |  |  |
|                                                       | Partit Democràtic                         | 4.194     | 0,14  | –0,13  | 0        | =   |  |  |  |
|                                                       | Solidaritat – Moviment de Pobresa Laboral | 3,296     | 0,11  | Nou    | 0        | Nou |  |  |  |
|                                                       | Batlles i Independents                    | 2.018     | 0,07  | Nou    | 0        | Nou |  |  |  |
|                                                       | Moviment de Renaixement Eslovac           | 1.966     | 0,06  | Nou    | 0        | Nou |  |  |  |
|                                                       | Veu de la Dreta                           | 1.887     | 0,06  | Nou    | 0        | Nou |  |  |  |
|                                                       | Treball de la Nació Eslovaca              | 1.261     | 0,04  | Nou    | 0        | Nou |  |  |  |
|                                                       | 99% - Veu cívica                          | 991       | 0,03  | Nou    | 0        | Nou |  |  |  |
|                                                       | Lliga Eslovaca                            | 809       | 0,02  | Nou    | 0        | Nou |  |  |  |
| Vots en blanc/nuls                                    | Vots en blanc/nuls                        | 35.329    | –     | –      | –        | –   |  |  |  |
| Total                                                 | Total                                     | 2.916.840 | 100   | 0      | 150      | 0   |  |  |  |
| Votants registrats/participació                       | Votants registrats/participació           | 4.432.419 | 65,80 | –      | –        | –   |  |  |  |
| Font: Oficina de Estadística de la República Eslovaca |                                           |           |       |        |          |     |  |  |  |

### Distribució d'escons per coalicions/partits
|                 |                 |                                                                      |                                          |          |     |
| Coalició/Partit | Coalició/Partit | Partit                                                               | Partit                                   | Escons   | +/– |
|                 | OĽaNO           |                                                                      | Gent Comuna i Personalitats Independents | 45 / 150 | 29  |
|                 | OĽaNO           | Unió Cristiana                                                       | 5 / 150                                  | 5        |     |
|                 | OĽaNO           | NOVA                                                                 | 2 / 150                                  | =        |     |
|                 | OĽaNO           | Canvi des de baix                                                    | 1 / 150                                  | =        |     |
|                 | Smer-SD         |                                                                      | Direcció – Socialdemocràcia              | 38 / 150 | 11  |
|                 | Som Família     |                                                                      | Som Família                              | 17 / 150 | 6   |
|                 | ĽSNS            |                                                                      | Partit Popular La nostra Eslovàquia      | 14 / 150 | =   |
|                 | ĽSNS            | Democràcia Cristiana – Vida i Prosperitat – Aliança per a Eslovàquia | 3 / 150                                  | 3        |     |
|                 | SaS             |                                                                      | Llibertat i Solidaritat                  | 11 / 150 | 9   |
|                 | SaS             | Partit Cívic Conservador                                             | 2 / 150                                  | 1        |     |
|                 | Per a la gent   |                                                                      | Per a la gent                            | 12 / 150 | 12  |

## Conseqüències
Els aliats de govern del fins llavors gabinet de Peter Pellegrini de Direcció – Socialdemocràcia (SMER-SD), el Partit Nacional Eslovac, el Partit Nacional Eslovac i Most-Híd, van perdre tota la seva representació. Amb tot, OĽaNO tampoc tenia suficient suport per governar en solitari, forçant a una nova coalició encapçalada per Igor Matovič formada pels populistes, Llibertat i Solidaritat, Som Família i Per a la Gent.